# آرنا (فیلم ۲۰۱۱)
آرنا (انگلیسی: Arena)  یک فیلم ویدئویی،  مستقل آمریکایی به کارگردانی جونت لوپ در ژانر اکشن محصول سال ۲۰۱۱ است.

## بازیگران
- ساموئل ال. جکسون
- کلان لاتز
- جانی مسنر
- دنیل دای کیم
- جیمز رمار
- نینا دوبرو
- درک میرس
- ونسا برنچ
- مایرا لئال